# Мурадян Георгій Едуардович
Георгій Мурадян (9 травня 1980, Єреван) — вірменський дипломат. Генеральний консул Республіки Вірменія в Одесі (Україна) (2012-2016)..

## Життєпис
Народився 9 травня 1980 року в місті Єреван. У 2001 році закінчив Єреванський державний лінгвістичний університет ім. Валерія Брюсова, факультет англійської мови і політології.
У 1999—2001 рр. — стажист Служби державного протоколу Міністерства закордонних справ Республіки Вірменія.
У 2001—2003 рр. — проходив військову службу у відділі протоколу Управління зовнішніх зв'язків Міноборони Вірменії.
У 2003—2008 рр. — співробітник відділу офіційних візитів Служби державного протоколу МЗС Республіки Вірменія.
З січня 2009 по жовтень 2012 рр. — провідний спеціаліст управління протоколу, помічник депутата, помічник і радник спікера, Національні збори Республіки Вірменія.
З листопада 2012 по липень 2016 рр — Генеральний консул Республіки Вірменія в Одесі.
У 2018—2019 рр. — Радник віце-прем'єр-міністра Республіки Вірменія.
З 2019 року — радник агентства «Служба державного протоколу» МЗС Республіки Вірменія.